# HBC函館ラジオ送信所
HBC函館ラジオ送信所（エイチビーシーはこだてラジオそうしんじょ）は、北海道北斗市のにある北海道放送（HBCラジオ）の中波放送送信所である。

## 概要
当送信所は函館市隣の北斗市にあり、道南および青森県の広範囲に電波を発射している（青森県の地元紙「東奥日報」及び全国紙青森版のラテ欄はHBCなどの在札局も掲載）。以前は函館市花園町に置かれたが、宅地化が進み1976年（昭和51年）11月25日、現在地に移転した。送信アンテナは三角トラス柱で、高さ100m。送信機は現用と予備があり、それぞれ出力5kWである。

### 年表
- 1953年（昭和28年）
  - 5月21日 - 周波数600kc、出力昼間1kW、夜間500Wで試験放送開始[3]
  - 7月1日 - 本放送開始[4]
- 1954年（昭和29年）2月25日 - 周波数を900kcに変更[3]
- 1956年（昭和31年）10月1日 - 出力を常時1kWに増力[3]
- 1976年（昭和51年）11月25日 - 亀田郡大野町（現・北斗市）に移転[2]

## 送信所送信施設概要
| 周波数 （kHz） | 放送局名          | コールサイン | 空中線 電力 | 放送対象地域 | 放送区域 内世帯数 | 開局日       |
| -------------- | ----------------- | ------------ | ----------- | ------------ | ----------------- | ------------ |
| 900            | HBC ラジオ 函館局 | JOHO         | 5kW         | 北海道       | 不明              | 1953年7月1日 |

## 放送エリア
- 渡島管内・檜山管内・青森県全域。
- 檜山管内のほぼ全域では、1991年（平成3年）に開局した江差ラジオ中継局と北桧山ラジオ中継局でカバーしている。

## 送信所置局住所
- 北斗市東前（国道227号沿い）

## その他
1991年（平成3年）10月、江差町と北檜山町（現：せたな町北檜山区）の檜山地区に、夜間の近隣諸国からの混信による難聴地域解消と地域密着の体制づくりで中継局を開局。